# 가니메데 (위성)
가니메데(Ganymede, 목성 III)는 목성의 위성으로, 태양계의 위성들 중 가장 크고 밝다. 목성에서 평균 거리 순으로 일곱 번째이고, 갈릴레이 위성 중에선 세 번째에 위치한다. 공전 주기는 약 7일이며, 유로파와 2:1, 이오와 4:1의 궤도 공명을 일으킨다. 가니메데는 지름 5,262km로 행성인 수성보다 8% 길지만, 질량은 수성의 45%에 불과하며, 이는 달의 2배이다. 태양계의 위성 중 두 번째로 큰 토성의 위성 타이탄보다 지름은 2% 더 크며, 질량은 10% 더 무겁다. 지구의 달과 비교하면 지름은 51% 더 크며, 질량은 2.02배이다.
가니메데는 규산염 암석과 얼음이 거의 같은 비율로 이루어져 있다. 구조는 잘 분화되어, 중심의 철이 풍부한 액체 상태의 핵, 얼음과 지하 바다가 번갈아가며 여러층을 이루고 있는 바깥 부분으로 구성된 것으로 추정된다. 가니메데의 표면은 크게 두 부분으로 나뉜다. 어두운 부분은 40억 년 전에 생긴 충돌구와 함께 위성 표면의 삼분의 일 가량을 덮고 있다. 그보다 덜 오래된 듯한, 광범위한 균열과 능선이 가로지르고 있는 밝은 부분이 나머지를 덮고 있다. 밝은 지역의 균열과 능선의 원인은 밝혀지지 않았지만, 조석 가열에 의한 판의 이동 때문으로 여겨지고 있다.
가니메데는 태양계에서 자체 자기장이 있는 유일한 위성으로, 액체 핵의 대류 현상으로 발생하는 것으로 추정하고 있다. 약한 자기장은 목성의 커다란 자기장에 묻혀 장선의 요동으로 표시된다. 또한, 미량의 수소가 대기에 존재하며, 아주 옅은 산소 대기층이 있다. 이 안에는 O(산소 원자), O2(산소 분자), O3 (오존)이 있을 것으로 추정된다. 대기권에 전리층이 존재하는지의 여부는 확인되지 않았다.
가니메데는 갈릴레오 갈릴레이가 1610년 1월 7일에 처음으로 발견하였다. 위성의 이름은 천문학자인 시몬 마리우스가 제안했다. 가니메데의 어원은 그리스 신화에서 그리스 신들의 술시중을 든 인물이자 제우스가 연정을 품은 가니메데스(Γανυμήδης)이다. 파이어니어 10호 이래로 탐사선들이 가니메데를 세밀하게 관찰하였다. 보이저는 행성의 크기를 새로 측정했고, 갈릴레오 호는 자기장과 지하 바다를 발견하였다. 미래의 다른 목성 탐사 계획으로는 2023년 4월 14일에 발사된 유럽우주국의 목성 얼음 위성 탐사선(JUICE)이 있다. 이 탐사선은 갈릴레이 위성 중 세 개의 얼음 위성을 접근 통과하며, 감속한 후 2034년 가니메데의 선회 궤도에 진입할 예정이다.

## 발견과 작명
1610년 1월 7일, 갈릴레오 갈릴레이는 목성 주변에 3개의 별이 있는 것을 발견했는데 처음에는 가니메데와 칼리스토를 발견하였고, 나중에는 목성과 거의 붙어 있던 이오와 유로파도 발견하였다. 다음 날 밤에 그 빛이 움직이는 것이 관찰되었다. 1월 13일에, 그는 한 번에 4개의 위성을 모두 보고 있었지만, 적어도 한 개의 위성이 전 위치에 있다는 것을 알 수 있었다. 1월 15일에, 갈릴레오는 그 빛들이 목성 주위를 움직인다고 결론지었다. 그는 위성의 작명에 대한 권리를 주장하여 이 별을 "우주의 별"로 보고, 이름을 "메디시의 별"(메디치 가문의 별)로 지었다.(

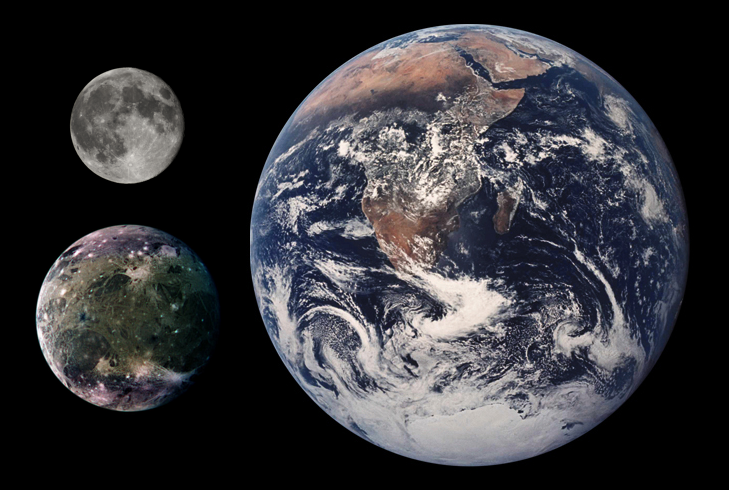
지구와 달, 그리고 가니메데의 크기 비교.

프랑스의 천문학자인 니콜라스클라우데 파브리 데 페이레치는 메디시의 별들의 이름을 각각 분리해야 한다고 말했다, 그러나 그의 제안은 채택되지 않았다. 시몬 마리우스는 원래 자신이 갈릴레이 위성을 발견했다고 주장했다. 그는 목성과 토성의 위성에 이름을 붙이려고 시도했고, "목성의 목성" (이건 가니메데였다), "목성의 금성", "목성의 수성"으로 지었으나, 채택되지 않았다. 요하네스 케플러와 마리우스는 위성에 이름을 붙이려 다시 한 번 시도했다:
"... 그러면 저 위성은 가니메데로 하기로 하자고, 우화적 이야기로, 트로스 왕의 잘 생긴 아들이고, 독수리의 형태를 한 제우스에게 하늘로 납치되지 ...세 번째 빛의 위엄이 있는, 가니메데 ..."

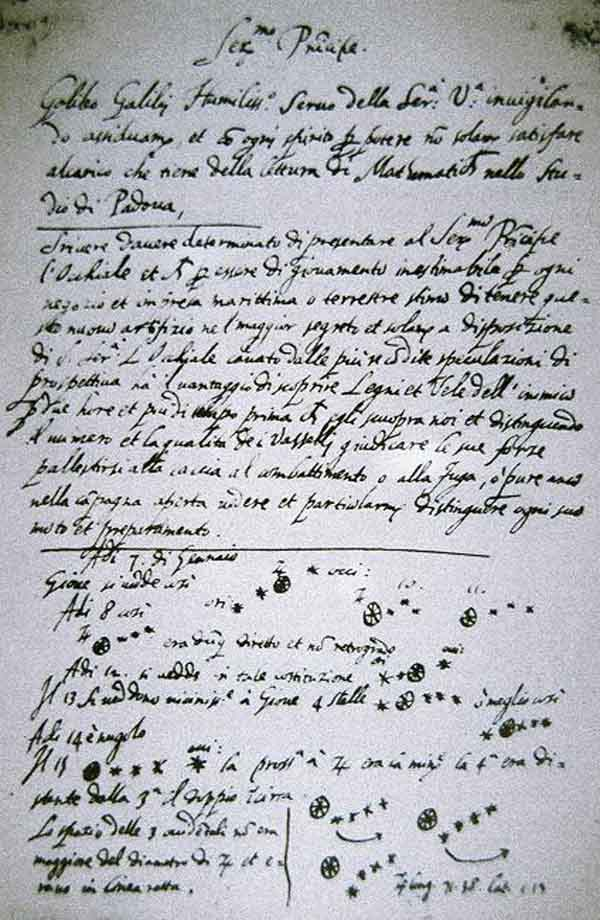
갈릴레오가 레오나르도 도나에게 갈릴레이 위성의 발견을 설명하는 편지.

로마식 이름과 다른 갈릴레이 위성의 이름들은 상당한 시간 동안 사람들이 싫어하게 되었고, 20세기 중반까지 별로 사용되지 않았다. 이전의 많은 천문학 논문에서 가니메데는 로마 숫자로 붙인 번호인 (갈릴레오가 도입한 명명법) 목성 III 이나 "목성의 세 번째 위성"으로 불렀다. 토성의 위성을 찾는 과정에서 케플러가 발견한 위성들에 도입한 명명 방법이 그대로 목성에 사용되었다. 가니메데는 남성 그림의 이름을 딴 목성의 유일한 위성이며, 이오, 유로파, 칼리스토처럼 가니메데도 제우스의 연인이다.
중국의 천문학 기록에 의하면, 기원전 365년에 감덕이 목성의 위성을 발견했다고 한다. 아마도 육안으로 가니메데를 발견했을 것이다.

## 공전과 자전
가니메데의 궤도는 목성에서 평균 1,070,400 km 떨어져 있어 갈릴레이 위성 중에서는 목성에서 세 번째로 멀리 떨어져 있으며, 목성 주변을 7일 3시간 주기로 돈다. 많은 위성처럼, 가니메데는 조석 고정되어 있기 때문에 한 면이 항상 목성을 바라본다. 가니메데의 궤도는 목성의 적도에 대해서 약간 기울어져 있고, 이심률과 기울기, 변하는 준주기의 합력으로 인해 태양계 중력에 섭동을 일으킨다. 이런 섭동으로 인한 변화의 범위는 0.0009,–0.0022, 0.05–0.32°이고, 각기 다르다. 이런 궤도 변화로 인해 자전축 기울기는 0에서 0.33°까지 변할 수 있다.

이오, 유로파와 가니메데의 라플라스 공명.

가니메데는 이오, 유로파와 궤도 공명을 일으킨다. 가니메데가 1번 돌 때마다, 유로파는 2번 돌고, 이오는 4번 돈다. 이오가 근점에 있고 유로파가 원점에 있거나 유로파가 근점에 위치할 때 합 현상이 발생한다. 이오–유로파와 유로파–가니메데의 합이 일어나는 경도는 같은 속도로 바뀌기 때문에 세 개의 위성이 동시에 합이 현상이 일어나는 것은 불가능하고, 이러한 복잡한 공명을 라플라스 공명이라고 한다.
지금 라플라스 공명의 상태는 가니메데 바깥쪽의 궤도에 대한 공명 현상을 만들 수 없다. 0.0013의 값은 아마도 옛날에 공명이 가능했던 때에 만들어진 값일 것이다. 갈릴레이 위성의 이심률에는 다소 수수께끼가 있다. 현재 공명이 일어나지 않는 부분으로 보아 가니메데에 있는 지하 구조는 오래전에 붕괴했어야 한다. 이 사실은 마지막 이심률 변화가 몇 억 년 정도 전에 일어났음을 의미한다. 왜냐하면, 가니메데의 이심률이 상대적으로 낮으므로 평균 0.0015가 나와야 하기 때문이다. 따라서 이 위성의 조석 가열은 무시할 수 있는 수준이다. 그리고 옛날의 가니메데는 아마도 1 이상의 라플라스 공진 통과 수(예시:가니메데가 1번 공전할 때 유로파는 2번 공전하므로 유로파의 값은 2)를 가졌을 수 있다. 즉, 0.01~0.02의 큰 값으로 이심률을 밀어 올릴 수 있었다. 이 상황은 아마 가니메데 내부의 심한 조석 가열을 유발했을 것이다. 아마도, 가니메데의 펼쳐진 모양의 지형은 이 조석 가열의 결과물일지 모른다.
이오, 유로파, 가니메데의 라플라스 공명에 관한 두 가지 설이 있다. 한 가지는 원시 태양계 시절부터 존재했다는 것이다. 다른 것으로는 태양계의 형성 후에 만들어졌다는 것이다. 후자의 시나리오에 관한 진행 순서는 다음과 같다. 이오는 목성과 조석 작용을 일으키고, 유로파와 2:1의 공명을 가지게 된 후 궤도를 계속 확장한다. 확장은 계속 이루어진다. 하지만 조금의 모멘트가 유로파로 전달되고, 이는 공진을 계속 유지하는 원인이 된다. 유로파와 가니메데가 2:1의 공진을 가지게 될 때까지 이 과정을 계속한다. 결국, 세 위성 사이의 운동량은 라플라스 공명에 의한 동기화 때문에 같은 양을 유지한다.

## 물리적 특성

### 구성 성분

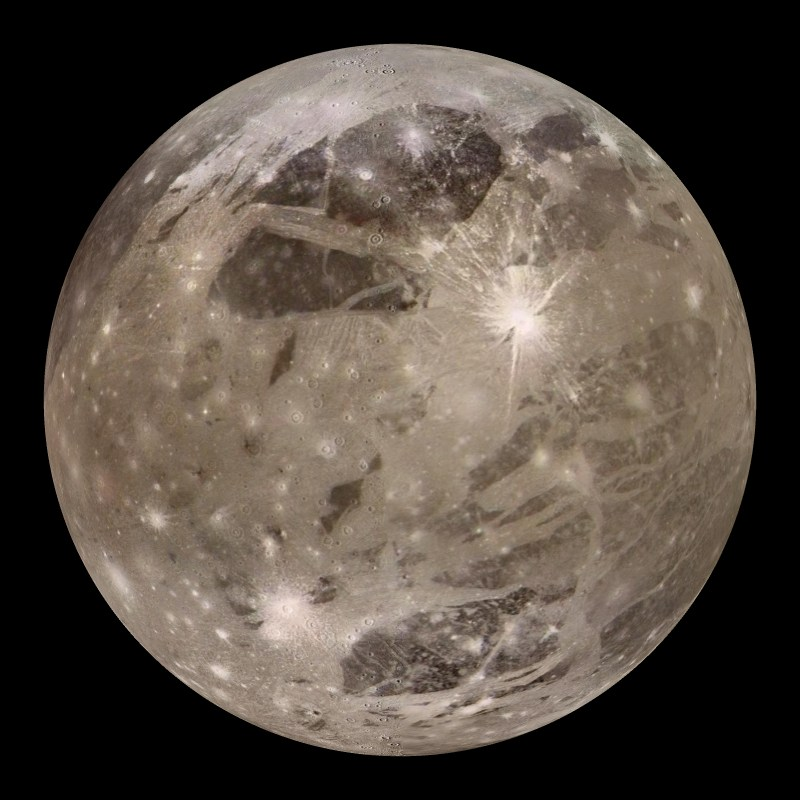
가니메데의 사진. 서경 45°를 기준으로 묘사했다. 상부 및 하부의 어두운 구역은 페린과 니콜슨 지역이다. 밝은 동심원 모양의 화구들 중 오른쪽 위의 화구는 트로스라고 부르고,왼쪽 밑의 화구는 시스티라 부른다.

가니메데의 평균 밀도는 1.936 g/cm3이다. 주로 얼음과 암석이 비슷한 비율로 구성된 것이라 추정된다. 얼음의 질량 분율은 46~50% 사이라고 생각되고, 이는 칼리스토에 비해 약간 낮다. 암모니아와 같은 추가적인 휘발성 얼음도 존재한다고 생각된다. 가니메데의 암석은 알려진 바가 없지만, 아마도 L/LL 형 일반 구립 운석에 가까울 것으로 생각되며 적은 양의 철 핵을 가지고 있을 것으로 생각되며 적은 양의 금속 철과 산화철로 이루어진, H형 운석에 가까울 것으로 생각된다. 가니메데에서 규소에 대한 철의 질량비는 1.05–1.27로 생각된다. 참고로, 태양에서의 비율은 1.8이다.
가니메데의 표면 반사율은 43% 정도이다. 얼음과 물이 50%~90% 정도의 비율로 표면에 뒤덮여 있는 것으로 생각되며, 가니메데의 내부보다 더 많이 존재하는 것으로 생각된다. 적외선 분광법으로 1.04, 1.25, 1.5, 2.0과 3.0 μm의 파장에서 강한 흡수선이 발견되었다. 얼음은 그루브 지형을 밝게 하기 때문에 어두운 지역보다 더 많은 양의 얼음이 밝은 지역에 함유되어 있다. 갈릴레오 우주선과 지상에서 고해상도로 관측한 근적외선과 자외선 스펙트럼 자료에서 물과 관련된 원소 구성비를 발표했다. 가니메데의 표면에는 이산화탄소, 이산화황이 존재한다. 그리고, 시아노겐, 수산화 황산염 그리고 다양한 유기 화합물이 있을 것으로 추정된다. 갈릴레오는 또한 황산 마그네슘 (MgSO4)이 표면에 존재하는 것을 보여 주었고, 황산 나트륨 (Na2SO4)이 아마도 가니메데의 표면에 존재할 것이라는 것을 보여 주었다. 이러한 소금 광물은 지하 바다에서 발생할 가능성이 있다.
가니메데의 표면은 비대칭이다. 순행 반구가 역행 반구보다 밝다. 이는 유로파와 비슷하지만, 반대의 경우인 칼리스토도 마찬가지이다. 가니메데의 역행 반구는 이산화황이 풍부한 것으로 나타난다. 이산화탄소의 분포는 반구 비대칭을 보여주지 않고, 극 근처에서는 발견되지 않는다. 가니메데의 모든 충돌구는 하나를 제외하고 이산화탄소가 뭉친 모습을 보여주지 않으며, 이는 칼리스토와 구별된 모습이다. 아마도, 가니메데의 이산화탄소 기체는 과거에 고갈되었을 것이다.

### 내부 구조

가니메데의 지하 구조 상상도

가니메데는 구조가 완전히 차별화된 것으로 보인다. 황화 철–철로 이루어진 핵과 규산으로 이루어져 있는 맨틀로 이루어져 있다. 가니메데 내부에 있는 이 층의 자세한 길이는 규산염의 비율 가정(감람석과 휘석의 분수)과 핵에 있는 황산의 양에 따라 달라진다.

#### 지하 바다
1970년, 나사의 과학자들이 두 얼음층 사이에 있을지도 모르는 거대 바다를 생각하였다. 1994년에 미항공우주국의 갈릴레오 우주선은 가니메데를 지나쳐 가면서 위성에 있는 바다를 확인하였다. 2014년에 발표된 소금의 영향을 고려한 분석에 따르면, 가니메데에는 여러 층의 얼음과 암석 맨틀에 인접해 있는 여러 층의 바다로 이루어져 있다고 밝혔다. 물과 바위의 접축은 생명의 기원에 중요한 원인이 될 수도 있다.

#### 핵
가니메데는 철이 풍부한 액체 핵을 가지고 있으며, 이로 인해 자기장이 존재한다는 것을 갈릴레오 호이 발견했다. 액체 철 핵에서 대류 현상이 일어나고, 이는 높은 전도성을 갖게 한다. 이것이 가장 자연스러운 자기장 발생 모델이다. 핵의 밀도는5.5–6 g/cm3이고, 규산염 맨틀의 밀도는 3.4–3.6 g/cm3이다. 이 핵의 반경은 최대 500 km일 수 있다. 가니메데의 핵 온도는 아마도 815–926 °C일 것이고, 핵의 기압은 10G
Pa가 넘을 것이다.

### 표면의 특징

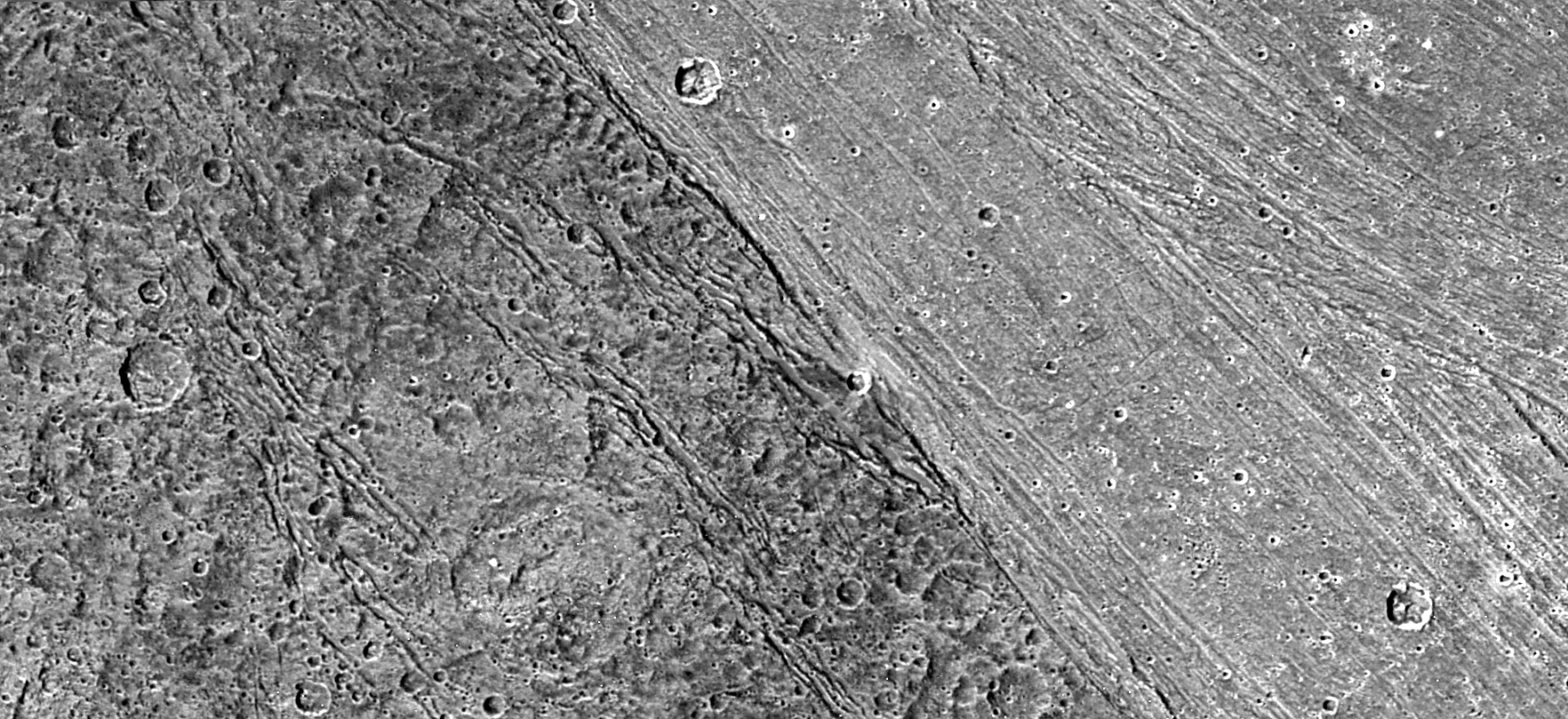
오래된 니콜슨 지역(어두운 부분)과 비교적 최근의 하르파지아 홈(밝은 부분) 사이의 선명한 경계.

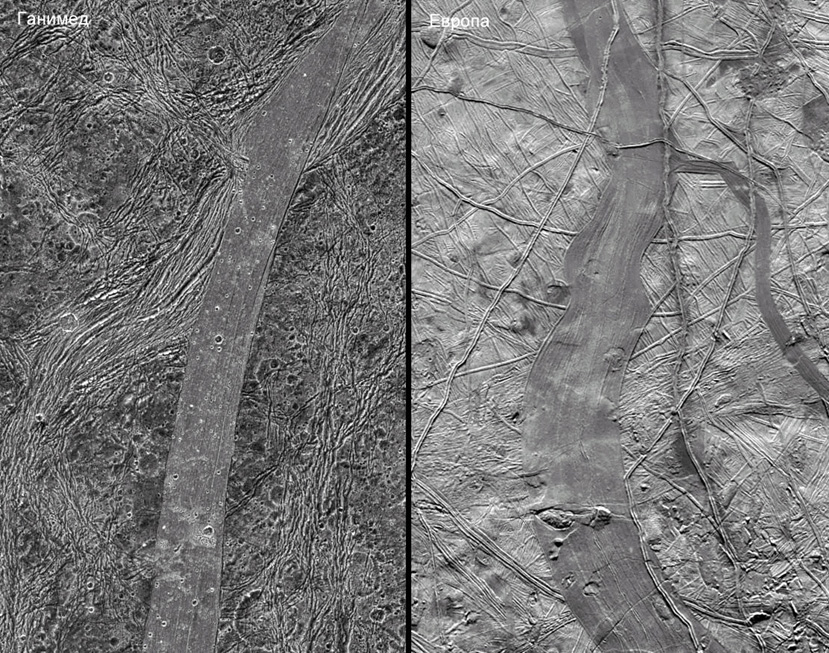
가니메데와 유로파의 표면 지형 비교. 왼쪽이 가니메데이고 오른쪽이 유로파이다.

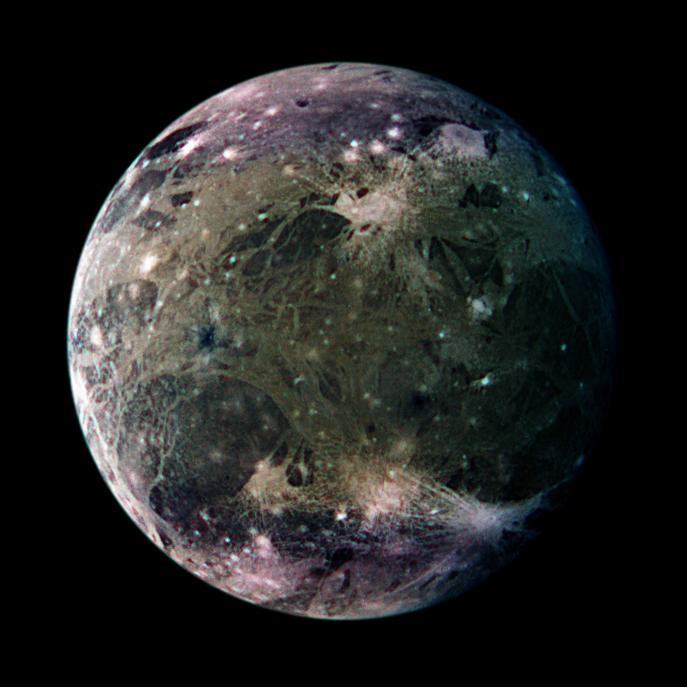
가니메데의 뒷쪽 이미지를 갈릴레오 우주선이 선명하게 촬영했다. 타시메텀 분화구의 빛이 오른쪽 아래에 있고, 그리고 오른쪽 위 허쉬프 충돌구의 큰 분출물 표면이 있다. 어두운 니콜슨 지역의 일부는 오른쪽 아래에 표시되고, 하르페지아 홈에 의해 오른쪽 상단에 경계가 있다.

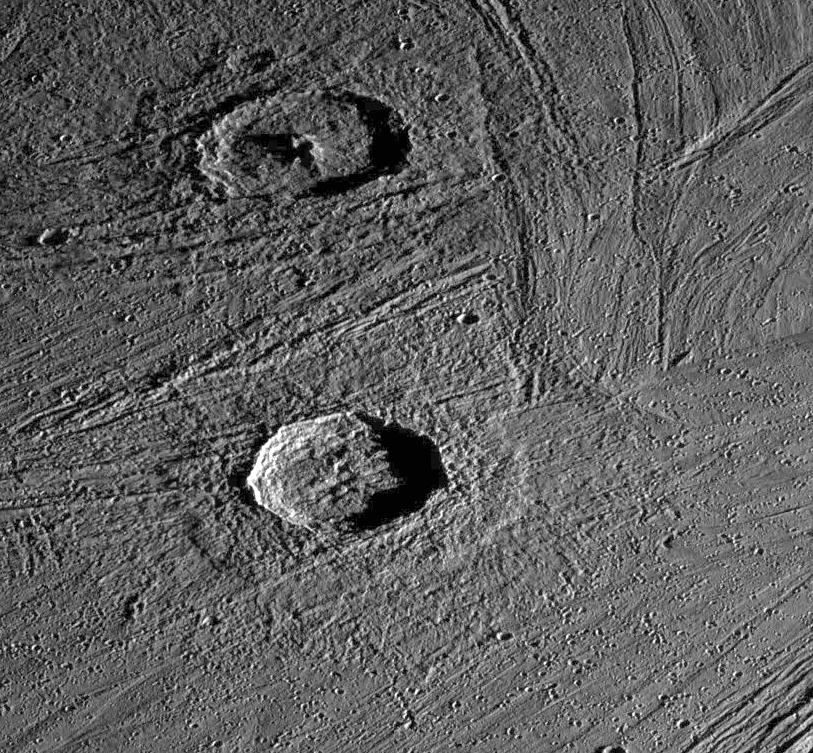
굴라 충돌구와 아켈로스 충돌구가 아래쪽에 보인다. 가니메데의 파인 지형들은, 분출물 담요 "받침대", 그리고 램파트들을 같이 데리고 있다.

가니메데의 표면은 2가지 지형이 혼합되어 있는 모습이다. 전체적으로 매우 오래되었다는 특징을 가지고, 높은 지형과 충돌구가 존재한다. 어두운 영역은 다소 젊은 편이고(하지만 고대 지형이다), 밝은 영역은 도랑과 평지의 조합으로 이루어져 있다. 어두운 지형은 표면의 3분의 1을 차지한다. 점토나 충돌구에서 유기 물질이 나타날 가능성이 있다.
가니메데의 표면에 있는 긴 줄이 생기게 한 '가열 기구'는 행성 과학의 해결되지 않은 문제들 중 하나이다. 현재 가니메데의 표면은 자연적인 지각 변동에 의한 홈이 많다. 얼음화산이 만약 존재한다면, 이것에 대해 약간의 역할을 했다고 생각된다. 가니메데의 얼음 암석 지각에 많은 양의 압력을 준 것은 조석 가열과 연관되 있을 수도 있고, 위성이 불안정한 궤도 공명 때문에 일어난 것일 수도 있다. 얼음에 압력이 걸리며 얼음이 구부러지는 것 때문에 열이 발생하여 암석 지각이 가열될 수 있고, 이로 인해서 균열이 발생하고 이는 표면의 70%인 어두운 지형을 지워 나간다. 홈이 파인 지형과 빠르게 핵이 생겨난 것도 조석 가열과 연관지을 수 있다. 상전이와 열 팽창이 일어나서 1–6%의 미세한 변화가 있는데, 이는 조석 가열이 원인일 수도 있다. 이후 진화 과정에서, 따뜻한 물과 연기는 핵에서 표면으로 올라왔을 수 있고, 암석 지각의 지각 변동으로 이어졌을 가능성이 있다. 방사열은 위성에서 가장 관련성이 높은 가열 원인이다. 예를 들어, 바다의 깊이를 결정한다. 연구의 모형은 과거에 그랬을 지도 모르므로 가니메데의 궤도 편심이 지금보다 더 컸을 때를 기준으로 연구하였다. 그 결과 조석 가열이 방사열보다 더 실질적인 열원이 된다.
충돌구의 지형은 크게 두 가지로 분류할 수 있는데, 어두운 지역에서 특히 많이 보인다: 충돌구가 표면에 포화 상태가 될 것으로 보일 정도다. 밝은 부분은, 충돌구가 별로 보이지 않고, 충돌구가 진화에 중요한 역할을 하지 않은 것으로 보인다. 충돌구의 밀도로 나이를 추산한 결과 어두운 곳의 충돌구의 나이는 40억 년 되었다. 이는 달의 고지와 비슷한 나이이고, 홈이 파인 지형은 조금 젊다. 하지만 얼마나 젊은지는 불확실하다. 시뮬레이션 결과 가니메데는 35~40억 년 전에 '운석 폭풍'을 맞은 것으로 보이고, 이는 달의 시기와 일치한다. 이것이 사실일 경우, 운석 영향의 대부분은 그 시기에 일어난 것이 되고, 분화구가 생기는 개수는 점점 적어지게 된다. 충돌구들은 새로운 지형에 덮여 씌워지고 협곡들에 의해 갈라지며, 파인 지형의 일부는 상당히 오래 되었다. 분출물의 선으로 이어진 비교적 젊은 충돌구도 보인다. 가니메데의 충돌구는 달과 수성의 것보다 평탄한 것이 특징인데, 이는 아마도 가니메데의 약한 얼음 지각에 의한 것으로, 이 빙하는 흐르는 것으로 추측되고 흐르면서 충돌구를 매꾸어 낸다. 이렇게 사라진 고대 충돌구의 유일한 '유령'은 팰름시스트(Palimpsest)이다.
가니메데의 또다른 특징은 갈릴레오 지역 이라고 불리는 어두운 곳인데, 이곳에는 그 홈이 파인 지형도 있고 뿜어져 나온 물질도 있다. 이곳은 옛날에 지질 활동이 활발하던 시기에 만들어진 것으로 보인다.
가니메데에도 극관이 존재하며, 아마도 얼음으로 구성되어 있는 것으로 추측된다. 이 얼음의 서리는 위도 40°까지 이른다. 이 극관은 보이저 탐사선이 처음으로 관측했다. 이 극관의 형성에 대한 이론으로는 고온의 플라즈마로 인해 얼음에 가해지는 압력과 물의 이동이 포함되어 있다. 갈릴레오호로부터의 자료는 새로운 이론을 만드는 계기가 되었다. 가니메데의 자기장 때문에 보호가 잘 되지 않는 극 지방에 입자가 더 강한 충격을 가한다; 이 충격은 물 분자의 재결합을 일으키고, 이 때문에 물의 서리가 극 지방으로 이동하게 된다.

### 대기권과 전리층
1972년, 인도네시아에서 근무하는 미국과 영국의 천문학자가 엄폐 현상 동안 위성의 옅은 대기를 발견했다고 주장했다. 이들이 기압을 추정한 결과 0.1 Pa였다. 하지만, 1979년 보이저 1호가 목성을 통과할 때 센타우루스자리 카파의 엄폐를 관측했고, 다른 결과가 나왔다. 자외선 파장은 200 nm보다 짧았다. 그들은 1972년의 결과에 비해 기체의 존재에 훨씬 더 민감했다. 보이저호에 의하면 대기권은 없다. 표면 위쪽의 입자는 1.5×10×109cm−3의 밀도를 가지고, 2.5 µPa 미만의 압력에 해당된다. 후의 결과의 값은 1972년의 결과보다 다섯 자리 낮은 결과이다.
보이저호의 자료에도 불구하고, 가니메데에 희박한 산소 대기권(외기권)이 있는 것으로 추측하고 있다. 유로파에 존재하는 양과 유사하게 존재하는 것으로 추정되고, 1995년에 허블 우주 망원경에 의해 발견되었다. 허블 우주 망원경은 실제로는 130.4 nm와135.6 nm의 산소 원자 대기광을 관측한 것이다. 산소 분자가 전기 충격에 의해 분열되면 이런 대기광이 생기게 되고, 이는 O2로 이루어진 대기권의 중요한 증거이다. 산소의 표면에서의 밀도는 1.2×10×108–7×10×108cm−3일 것으로 추측되며, 0.2–1.2 µPa의 대기압을 가지고 있을 것으로 생각된다. 이 값은 1981년의 보이저호의 결과와 일치한다. 산소는 생명의 증거가 될 수 없다. 이 산소는 가니메데의 표면에서 방사능에 의해 얼음이 수소와 산소로 분리될 때 발생하는 것으로 질량이 낮아 더 빨리 우주 공간으로 없어졌을 것이다. 가니메데는 유로파와 다르게, 대기광이 균일하지 않다. 허블 우주 망원경은 북반구와 남반구 위도 ± 50° 쪽에 있는 밝은 반점을 관찰했고, 이곳은 가니메데의 자기력선의 정확한 경계이다(아래 참조). 밝은 점은 아마도 극광일 것으로 추정되며, 자기장 중 열려 있는 부분을 따라 플라즈마가 들어오면서 일어난 것으로 추측된다.

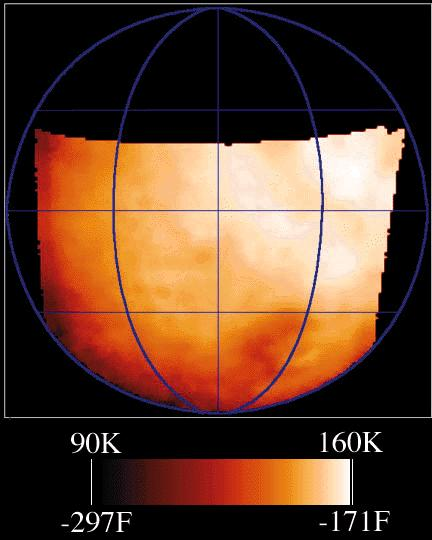
가니메데의 온도 지도(색 반전)

중성 대기의 존재는 전리층이 존재해야 한다는 것을 가리키며, 이는 산소 분자가 전자와 충돌하여 생기는 것으로 이 전자는 자기장과 태양에서 오는 극자외선(EUV)인 것으로 추정된다. 하지만, 가니메데의 전리층 존재 여부는 논란이 되고 있다. 갈릴레오 호가 측정한 조금의 자료에는 전자의 밀도가 가니메데 주변에서 올라갔다. 이 증거는 전리층의 존재를 시사한다. 하지만 다른 증거는 아무것도 발견되지 않았다. 표면 근처의 전자의 밀도는 400–2,500 cm−3으로 균일하지 않은 것으로 추측된다. 2008년에는 가니메데의 전리층 매개 변수가 제한되지 않았다.
산소 대기의 추가적인 증거는 가니메데의 얼음 스팩트럼에서 드러난다. 1996년의 자료로 분석한 결과, 오존(O3)이 검출되었다. 1997년에 분석에 의해서 산소 분자 이합체가 검출되기도 하였다. 이러한 흡수는 산소가 대기에 존재해야만 일어날 수 있다. 이 현상에 가장 잘 들어맞는 후보는 얼음 속에 갇힌 산소 분자이다. 위도와 경도에 따라서 밀도가 다른데, 반사율과 마찬가지로 위도가 올라갈수록 감소하는 경향이 있다. O3(오존)는 반대의 경향을 나타내고 있다. 실험실에서의 작업은 O2 거품이 -173 °C의 '비교적 따뜻한'표면에서는 얼음에 용해되지 않는다는 것을 알아냈다.
유로파에 나트륨이 존재하는 것을 발견한 후, 가니메데의 대기권에 나트륨이 존재하는지 찾았지만, 1997년에는 아무것도 발견되지 않았다. 나트륨은 유로파의 궤도 주변보다 가니메데의 궤도 주변에 13배쯤 더 풍부하다. 이유는 아마도 표면에 상대적으로 양이 부족하거나 자기장이 들어오지 못하게 막고 있는 것으로 추측하고 있다. 가니메데 대기권의 또다른 구성 성분은 수소 원자이다. 수소가 존재하는 한계는 표면으로부터 3,000 km 상공이다. 표면에서의 밀도는 1.5×10×104 cm−3이다.

### 자기장
1995년부터 2000년까지 갈릴레오 호는 가니메데에서 G1, G2, G7, G8, G28과 G29 등 6번의 근접비행을 하였다. 이 때 가니메데에서 목성의 자기장과 '독립'된 자기 모멘트를 발견하였다. 이 모멘트의 값은 약 1.3×10×1013 T·m3이고, 수성의 자기 모멘트보다 3배 더 컸다. 자기장의 양극은 가니메데의 회전축에 대해 176°지점에 존재하고, 이는 이 자기장이 목성의 자기장과 연관되어 있기 때문으로 생각된다. 이 자기장의 북극은 궤도면의 아래쪽에 있다. 이 자기 모멘트로 인해 발생된 힘은 가니메데의 적도에서 719 ± 2 nT이고, 가니메데와 목성의 거리 정도에서 목성의 자기장에 의해 발생되는 힘은— 120 nT 정도이며, 이는 확실히 구분된다. 가니메데의 적도 부분 자기장은 목성의 영향에 의한 것으로, 자기 재결합이 가능할 수도 있다. 특정 지역의 세기는 극의 세기보다 두 배 정도인데, 보통 적도에서는 1440 nT이다.
이 약한 자기 모멘트는 가니메데의 주변 우주 공간에 약하면서 목성의 자기장에 포함되는 약한 자기권을 형성한다. 이 '기능'을 갖고 있는 위성은 태양계에서 오직 가니메데밖에 없다. 이것의 직경은 4~5 RG(RG = 2,631.2 km)이다. 가니메데의 자기권은 하전 입자(전자 및 이온)들이 갇혀 있는 위도 30°부근에 밴 앨런대와 같은 종류의 자기력선 모양으로 존재해 있다. 자기권에 존재하는 주요 이온으로는 산소 원자의 단일 이온화물인 O+이다. 이는 가니메데의 얕은 산소층 대기와 맞는 이온이다. 30° 이상의 고위도 극관 지역에서는 자기력선이 열려 있으며 목성의 전리층과 가니메데가 이어져 있다. 이 지역에서는 수십~수백 keV 정도의 에너지를 갖고 있는 전자와 이온이 검출되었으며, 이는 가니메데 극 주변에 관측되는 오로라의 원인으로 생각된다. 또한, 무거운 이온은 지속적으로 가니메데의 극 표면으로 침전되면서 스퍼터링하고 얼음을 어둡게 만든다.
가니메데의 자기장과 목성의 플라스마 사이의 상호 작용은 지구 자기권과 태양풍의 상호작용과 유사한 점이 많다. 목성과 같이 회전하는 플라스마는 가니메데의 역행 자기장에 충돌하며, 이는 태양풍이 지구 자기장과 충돌하는 것과 비슷하다. 둘의 차이점은 플라스마 흐름의 속도인데, 지구에서의 충돌 속도는 초음속이며, 가니메데에서의 충돌 속도는 아음속이다. 아음속 플라스마 흐름 때문에 가니메데의 역행 반구에서는 뱃머리 충격파가 존재하지 않는다.
고유한 자기 모멘트에 더하여, 가니메데에는 쌍극자 유도 자기장을 가지고 있다. 그 존재는 가니메데 근처에서 목성의 자기장이 변화하는 것으로 관측된다. 유도 모멘트는 행성 자기장의 변화 부분을 따라 목성에서 들어가거나 나오는 방사형 모향을 띄고 있다. 유도 자기 모멘트는 고유 자기 모멘트보다는 세기가 역하다. 자기장 적도의 유도장 전계 강도는 60 nT로 목성 주변 전계 강도의 절반 정도이다. 가니메데의 유도 자기장은 높은 전기 전도성을 가지고 지하 바다가 있는 것으로 추측되는 칼리스토, 유로파와 유사하다.
가니메데는 완전히 차별화된 금속의 핵을 가지고 있다는 것을 감안하여, 고유한 자기권은 아마도 지구와 유사한 방식으로 형성되는 것으로 추측한다. 이 방식은 위성 내부에서 전도성 물체가 움직이면서 형성되었다는 것이다. 가니메데 주위에서 검출되는 자기장은 핵의 대류 조성으로 만들기 쉬우며, 자기장은 발전기 작용 또는 마그네토 운반 작용으로 형성되는 것으로 추측한다.
철로 된 핵의 존재에도 불구하고, 가니메데의 자기장은 비슷한 크기의 위성보다 적은 자기장으로 인해 수수께끼로 남아 있다. 일부 연구에서는 상대적으로 작은 크기의 핵이 충분히 냉각되면서 유체의 움직임과 자기장이 차례로 계속해서 지속되지 않을 것이라는 가설을 내놓고 있다. 동일한 궤도의 공명이 표면에서 지속하는 자기장을 없앤 것이라는 설명도 존재한다. 가니메데의 편심적인 운동과 조석 가열이 공명을 일으켜 맨틀이 냉각되며 핵이 절연 상태가 된다는 설명이다. 또 다른 설명으로는 맨틀에 남은, 위성이 과거에 만들어낸 더 강한 자기장이 남아있는 규산염 암석의 자화가 방해한다는 설명이다.

## 기원과 진화
가니메데는 아마도 목성 준성운이 형성된 이후 목성 주변의 가스와 먼지 덩어리에서 강착으로 형성된 것으로 추측한다. 가니메데의 강착은 1만년 정도로 추측되며, 강착에 10만년이 걸렸다고 추정하는 칼리스토보다는 짧다. 목성 준성운은 갈릴레이 위성이 형성되면서 상대적으로 "기체가 적은 상태"였을 수도 있다. 이는 칼리스토의 강착 시간이 유독 긴 이유를 설명해준다. 반면, 가니메데는 준성운의 밀도가 짙은 목성 근처에서 형성하면서 상대적으로 짧은 시간 척도에서 형성되었다. 이러한 상대적으로 빠른 형성은 부가적인 열을 잃는 것을 방지하여 얼음이 용융하여 얼음과 암석이 분화되는 등 행성 분화 과정으로 흘렸을 수도 있다. 이로 인해, 암석이 중앙부분으로 모이며 핵으로 변했다. 이 점에서, 가니메데는 녹는 데 실패하고 형성 속도가 매우 느려 부가적인 열의 손실을 가져온 칼리스토와는 분명히 구분된다. 이는 두 위성이 비슷한 질량과 구성비를 가지고 있음에도 불구하고 전혀 비슷하게 보이지 않는 이유를 설명한다. 이 이론 외의 대체 이론에서는 조력 굴곡에 의한 가니메데의 거대한 기초적 가열 또는 후기 운석 대충돌기 동안 여러 충돌체로 인해 강렬한 충격을 받은 것으로 설명하고 있다.
형성 이후, 가니메데의 핵은 형성 과정에서 생겨난 열을 '유지'했고, 그 후 마치 열을 저장하는 건전지처럼 천천히 얼음 맨틀에 열을 전달했다. 그 다음, 맨틀은 대류에 의해 열을 표면으로 전달하였다. 이후 암석 내의 방사성 원소가 붕괴하면서 핵을 더욱 가열시키고, 이것은 분화를 촉진시켰다. 또한, 내부에서는 철과 황화 철로 구성된 핵이 규산염 성분의 맨틀을 만들었다. 이와 함께, 가니메데는 완전히 분화된 구조로 변했다. 이와 비교하여, 미분화한 칼리스토의 방사성 가열은 내부에서 얼음의 대류를 일으켜 위성 전체가 냉각되어 얼음의 융해와 행성 분화 작용을 막았다. 칼리스토의 대류 운동은 암석과 얼음을 일부만 분리시켰다. 오늘날, 가니메데는 천천히 냉각하고 있다. 핵에서 열이 방출되면서 지하에 규산염 맨틀 형태의 바다가 존재하며, 철과 황화 철로 구성된 핵의 느린 냉각은 대류 운동을 일으키면서 자기장을 형성한다. 오늘날 가니메데의 방출 열 유속은 칼리스토가 방출하는 것보다 더 높다.

## 가니메데 좌표계
아나트라는 충돌구가 있고, 이 충돌구가 가니메데의 좌표 체계를 정하기 위한 기준점의 역할을 한다. 좌표에 정의된 값에 의하면, 아나트는 경도 128도에 있다.

## 탐사

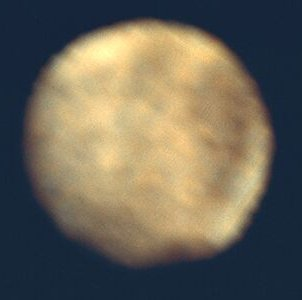
1973년, 파이어니어 10호가 촬영한 가니메데의 모습.

여러 탐사선은 목성을 지나쳐 가거나 궤도에 진입하여 가니메데를 더 밀접하게 살펴 보았다. 현재까지 진행한 통과로는 1970년에 일어났던 네 번의 근접 통과와 1990년대와 2000년대에 여러 근접한 통과가 있었다.
파이어니어 10호는 1973년에 목성을 지나쳐 갔고, 파이어니어 11호는 1974년에 지나쳐 갔으며, 위성에 대한 정보를 지구로 보냈다. 이 때 표면에서 400 km 정도의 거리에 대한 더 구체적인 물리적 정보를 받아 낼 수 있었다. 파이어니어 호가 최고로 가니메데에 접근한 거리는 446,250 km이다.

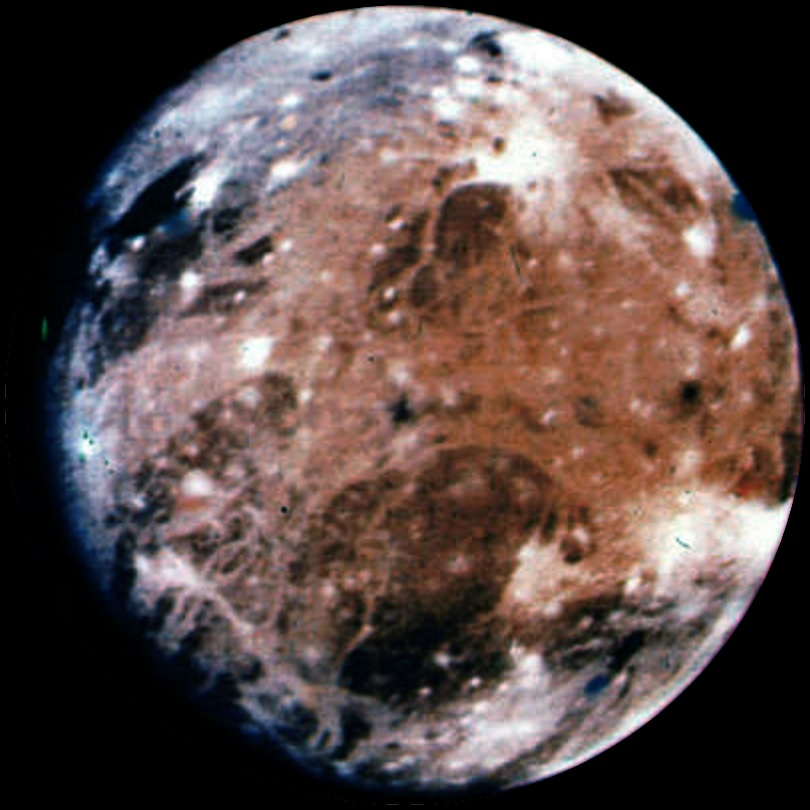
보이저 1호 탐사선이 촬영한 가니메데의 모습

그 다음으로는 보이저 1호와 보이저 2호가 가니메데를 관찰했다. 1979년에 목성을 지나쳤다. 탐사선은 위성의 크기를 더 정확하게 알아내었고, 이 위성의 크기는 토성의 위성 타이탄보다 더 컸다. 이로 인해 예전 관측 결과에 비해 더 커졌다. 관측 도중 파인 지형도 보였다.
1995년, 갈릴레오 호는 목성 궤도에 진입한 후 가니메데에서 1996년부터 2000년까지 여섯 번의 근접통과를 실시했다. 이들 근접통과는 G1, G2, G7, G8, G28, G29라고 불린다. 가장 가까웠던 근접통과는 —G2—였다. 갈릴레오는 가니메데 표면에서 264 km 떨어진 곳을 지나갔다. G1 근접통과가 1996년에 이뤄지고, 이 때 가니메데의 자기장이 발견되었다. 바다의 발견은 2001년에 발표되었다. 갈릴레오 우주선은 여러 가지의 스펙트럼을 전송하고, 이 이미지로 가니메데 표면에 존재하는 물을 발견했다.
가장 최근에 가니메데를 마주한 탐사선은 뉴 허라이즌스 탐사선이다. 명왕성으로 가는 속력을 얻기 위해 목성 근접통과를 한 것이다. 탐사선은 가속하면서 가니메데의 지형 지도를 만들었다.

### 추후 탐사 계획

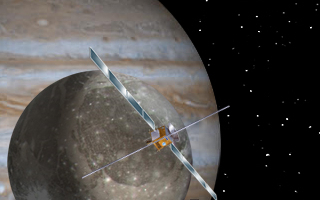
목성 얼음 위성 탐사선이 가니메데 궤도에 진입한 모습의 상상도

2020년에 유로파 목성계 임무(EJSM) 발사가 예정되었다. 미항공우주국과 유럽우주국은 가니메데를 포함한 목성의 위성 탐사를 공동 추진했다. 2009년 2월, 미항공우주국과 유럽우주국은 유로파 목성계 임무의 우선 순위를 타이탄 토성계 임무보다 높였다. EJSM은 미항공우주국이 주도하는 목성 유로파 궤도선과, 유럽우주국이 주도하는 목성 가니메데 궤도선, 그리고 (아마도) 일본 우주항공연구개발기구가 주도하는 목성 자기권 궤도선으로 구성되어 있다. 유럽우주국 내부에서 프로젝트별 자금 확보 경쟁이 일어났다. 하지만, 2012년 5월 2일 유럽우주국 주도 부분이 목성 얼음 위성 탐사선(JUICE)으로 바뀌게 되고, 2022년 L1 발사대에서 아리안 5호로 발사된다는 것이 확정되었다. 유럽우주국의 우주과학 탐사가 발전하게 되었다. 우주선은 칼리스토와 유로파를 가깝게 지나쳐 가고, 가니메데 궤도에 들어서 여러 자료를 수집한다.
현재 러시아 연방 우주국은 가니메데 착륙선(GL) 임무가 우주생물학을 발전시킬 수 있을지를 집중 평가하고 있다. 가니메데 착륙선과 파트너가 될 것으로 보이는 탐사선은 목성 얼음 위성 탐사선이다. 이 계획이 채택된다면, 2024년에 발사될 것이고 이 일정은 목성 얼음 위성 궤도선과 맞을 수 있다.
주노 탐사선은 2010년에 행성 과학 규모 과학적 조사 연구회에서 제안되었다. 가능한 장비는 중간 정도의 해상도를 가진 카메라를 포함해서 플럭스 게이터 자기계, 가시광선/근적외선 분광계, 레이저 고도계, 저에너지 또는 고에너지 플라즈마 검출계, 이온 및 중성 질량 분석계, 자외선 분광계, 라디오 및 플라즈마 신호 감지계, 좁은 각도의 카메라, 표면 레이다가 있다.
가니메데의 궤도에 진입하는 취소된 제안 중 하나는 목성 얼음 위성 궤도선이 있다. 목성 얼음 위성 궤도선은 핵분열을 사용하도록 설계되었고, 이온 엔진으로 추력을 내게 하여 이전보다 더 상세하게 가니메데를 연구할 수 있게 하는 것이 목적이었다. 그러나 예산 삭감으로 2005년에 취소되었다. 또 다른 오래된 제안은 '가니메데의 웅장함'이라고 불렸다.

## 같이 보기
- 소설에서의 목성의 위성
- 가니메데의 충돌구 목록
- 가니메데의 지질 구조 목록
- 달·행성 기관

## 참조
1. ↑  이오–유로파와 유로파–가니메데의 값은 비율이 아닌 화합 유리수이므로, 속도로 변경되는 것이 되고 이는 현재 갈릴레이 위성의 라플라스 공명과 비슷하다. 화합 비율은 라플라스 공진으로 환산될 수 있다.
2. ↑  순행 반구(leading hemisphere)는 궤도 운동 방향으로 향하는 반구이다. 역행 반구(trailing hemisphere)란 역방향인 반구이다.
3. ↑  표면 밀도와 대기압은 평지 등의 장소로부터의 자료에서 추산되었다. 1998년도의 자료에 의하면, 높이 척도는 20 km에 -153 °C이다.